# The Mask of Zorro (videojuego)
The Mask of Zorro es un juego de plataformas para Game Boy Color de 1999 desarrollado por Saffire y publicado por Sunsoft, basado en la trama de la película homónima de película de 1998.

## Jugabilidad
Siguiendo la trama de la película película, Zorro, el jugador controla a Zorro y a su protegido Alejandro Murrieta para derrotar a Don Rafael en la California de 1821. El juego es un plataformas de desplazamiento lateral que abarca 30 niveles, incluyendo iglesias, mansiones y minas. La jugabilidad consiste en combates que implican estocadas, cortes y paradas con una espada, y navegación de plataformas y obstáculos, incluido el balanceo a través de postes.

## Recepción
"Zorro" recibió críticas uniformemente negativas, y los críticos señalaron que el juego era un juego de plataformas con licencia de mala calidad que tenía controles difíciles. Escribiendo para Allgame, Jon Thompson descartó el juego como un "fracaso absoluto", señalando que las principales características del juego eran "tan desesperadamente defectuosas que lo hacen injugable", incluyendo los "enemigos difíciles y el control horrible". Frank Provo de GameSpot etiquetó el juego como una "mala adaptación cinematográfica" con "un control horrible y una jugabilidad aburrida", destacando la "horrible mecánica de salto y la mala detección de colisiones". Nintendo Official Magazine describió el juego como "pobre a la vista y muy frustrante". Alec Matias de IGN afirmó que el juego era "vergonzoso" y un "claro ejemplo de lo malo que puede ser un juego de Game Boy", con la "mayor queja (siendo) el control... el salto es totalmente incómodo... a menudo fallas y te ves obligado a atravesar la mitad del nivel para intentarlo de nuevo".